# K-399
Il K-399 era un SSBN sovietico della classe Yankee I. La costruzione del battello fu intrapresa presso il cantiere navale di Komsomol'sk-na-Amure, ed il sottomarino entrò in servizio il 24 dicembre 1969 con la Flotta del Pacifico.
Come altri esemplari della classe, negli anni ottanta il K-399 fu convertito secondo il Progetto 667AT Grusha (nome in codice NATO: Yankee Notch). Le modifiche comportarono la trasformazione in SSGN, tramite l'imbarco di 20-40 missili SS-N-21 Sampson. Per effettuare tali modifiche, fu necessario provvedere all'allungamento dello scafo.
Il K-399 fu ritirato dal servizio negli anni novanta.